# John Arthur Thomson
Pour les articles homonymes, voir Thomson.
Sir John Arthur Thomson est un zoologiste britannique, né en 1861 à Saltoun, East Lothian près d’Édimbourg et mort en 1933 à Limpsfield.
Ses centres d’intérêts sont variés. En dehors de la zoologie, il étudie les végétaux, la chimie et la géologie. Il se spécialise sur les Alcyonacea, les anémones et les coraux.
En 1899, il est nommé professeur de la chaire royale d’histoire naturelle à l’université d'Aberdeen, fonction qu’il conserve jusqu’à son départ à la retraite en 1930 date à laquelle il est anobli. Il est spécialement connu pour ses publications où il tente de réconcilier la religion et la science.

## Liste partielle des publications
- The System of Animate Nature, vol. 1 et vol. 2 (1914-1916)
- The Outline of Science (4 vol., 1922).
- What Is Man? (1923).
- Science and Religion (1925).
- Modern Science (1929).